# Ukami
Ukami，日本男性漫畫家、插畫家。出身於靜岡縣濱松市西區。代表作是目前連載中的《廢天使加百列》。

## 人物簡介
靜岡縣立濱松湖南高等學校畢業後，近畿大學理工學院情報系進學。
嗜好：樂團、足球。
《廢天使加百列》動畫化時，曾經一口氣完成4冊單行本篇幅的分鏡。

## 作品

### 漫畫
- 青春謳歌社（2013年，電擊Comics EX，全1冊）
- 廢天使加百列（2013年12月－，《Comic電擊大王G》連載，已出版15冊（截至2024年9月））台灣角川
- 二重女友的擊敗方法（2021年4月－，《週刊少年Magazine Pocket》連載）

### 插圖
輕小說
- 人渣與天使的二周目生活（日语：クズと天使の二周目生活）（2017年－，著：天津向（日语：向清太朗），GAGAGA文庫，已出版5冊（截至2019年8月））

電視動畫
- 我家的女僕有夠煩！（2018年）第1話片尾插圖
- 天使降臨到我身邊！（2019年）第5話片尾插圖
- 賢惠幼妻仙狐小姐（2019年）第4話片尾插圖
- 戀愛小行星（2020年）第9話片尾插圖

## 外部連結
- （日語）（2012年1月8日 16:56:23－）※ UTC表記。
- （日語）（2011年1月6日 04:26－）
- Nearly Equal （页面存档备份，存于） （日語）－的官方個人部落格（2013年10月27日 00:33－2015年1月28日 04:33）
- （日語）－YouTube（2018年7月15日－）（『漫家G』發佈）